# Verwaltungsgemeinschaft Frohburg
Die Verwaltungsgemeinschaft Frohburg war eine Verwaltungsgemeinschaft im Landkreis Leipzig im Freistaat Sachsen.
Sie wurde am 1. Januar 2008 aus den Gemeinden Frohburg und Eulatal gebildet und hatte rund 11.000 Einwohner auf einer Fläche von 107,52 km². Sitz der Verwaltungsgemeinschaft war die Stadt Frohburg. Sie lag etwa in der Mitte zwischen Leipzig und Chemnitz am Übergang der Leipziger Tieflandsbucht zum Sächsischen Burgen- und Heideland, ca. 35 km südlich von Leipzig und 10 km südlich von Borna. Durch Frohburg fließt das Flüsschen Wyhra.
Durch Eulatal führt die B 176 und die Bahnstrecke Neukieritzsch – Geithain (– Chemnitz) führt durch beide Orte. Südlich von Frohburg kreuzen sich die B 7 und die B 95. Frohburg erhält einen direkten Anschluss an die im Bau befindliche Autobahn A 72.
Am 1. Januar 2009 wurde die Verwaltungsgemeinschaft aufgelöst und die Gemeinde Eulatal in die Stadt Frohburg eingegliedert.

## Die Gemeinden mit ihren Ortsteilen
- Frohburg mit den Ortsteilen Frohburg, Benndorf, Bubendorf, Eschefeld, Frauendorf, Greifenhain, Nenkersdorf, Roda, Schönau, Streitwald
- Eulatal mit den Ortsteilen Flößberg, Frankenhain, Hopfgarten, Prießnitz, Elbisbach, Trebishain, Tautenhain, Ottenhain und Alt-Ottenhain